# 易變阿波魚
易變阿波魚（學名：Apolemichthys armitagei），為輻鰭魚綱鱸形目鱸亞目蓋刺魚科的其中一個種。分布於西印度洋塞舌尔群岛及馬爾地夫海域，為熱帶海水魚，本魚體呈長卵形，吻鈍，體黃色，頭部及背部褐色，背鰭及尾鰭末端具一黑色邊緣，額頭有一黑色圓斑，吻部藍色，體長可達18公分，棲息在向海珊瑚礁坡，屬肉食性，以海綿、海膽為食，為高經濟價值的觀賞魚。